# Benkt Norelius
Benkt Rudolf Norelius (Umeå, 26 d'abril de 1886 – Linköping, 30 de novembre de 1974) va ser un gimnasta artístic suec que va competir a començaments del segle xx.
El 1912 va prendre part en els Jocs Olímpics d'Estocolm, on va guanyar la medalla d'or en el concurs per equips, sistema suec del programa de gimnàstica.